# 古城街道 (商丘市)
古城街道，是中华人民共和国河南省商丘市睢阳区下辖的一个乡镇级行政单位。

## 行政区划
古城街道下辖以下地区：
广场街社区、肖水口社区、九间楼社区、四牌楼社区、新三街社区、北关清真寺社区、闹龙街社区、清真寺社区、红阁社区、南关社区、中山街社区、双牌坊社区、天堂府社区、向阳社区、迎春庙社区、东风社区、韩小庄社区、枣园社区和西南门村。